# Italijanska Formula 3
Italijanska Formula 3 je vsakoletno dirkaško prvenstvo formul v Italiji, ki je poteka od leta 1964.

## Prvaki
| Leto | Dirkač                 | Moštvo                                       |
| ---- | ---------------------- | -------------------------------------------- |
| 1964 | »Geki«                 | Madunina De Sanctis-Ford                     |
| 1965 | Andrea de Adamich      | Jolly Club Lola-Ford Brabham-Ford            |
| 1966 | Tino Brambilla         | Madunina Brabham-Ford                        |
| 1968 | Franco Bernabei        | Bernabei Tecno-Ford                          |
| 1969 | Gianluigi Picchi       | Tecno-Ford                                   |
| 1970 | Giovanni Salvati       | Salvati Tecno-Ford                           |
| 1971 | Giancarlo Naddeo       | Naddeo Tecno-Ford                            |
| 1972 | Vittorio Brambilla     | Brambilla Birel-Alfa Romeo Brabham-Ford      |
| 1973 | Carlo Giorgio          | Jolly Club Ensign-Ford Trivellato March-Ford |
| 1974 | Alberto Colombo        | Scuderia del Lario GRD-Ford March-Toyota     |
| 1975 | Luciano Pavesi         | Ala d'Oro Brabham-Toyota March-Toyota        |
| 1976 | Riccardo Patrese       | Trivellato Chevron-Toyota                    |
| 1977 | Elio De Angelis        | Trivellato Chevron-Toyota Ralt-Toyota        |
| 1978 | Siegfried Stöhr        | Trivellato Chevron-Toyota                    |
| 1979 | Piercarlo Ghinzani     | Euroracing March-Alfa Romeo                  |
| 1980 | Guido Pardini          | Ravarotto Dallara-Toyota                     |
| 1981 | Eddy Bianchi           | Del Porto Martini-Toyota Martini)-Alfa Romeo |
| 1982 | Enzo Coloni            | Coloni March-Alfa Romeo Ralt-Alfa Romeo      |
| 1983 | Ivan Capelli           | Coloni Ralt-Alfa Romeo                       |
| 1984 | Alessandro Santin      | Coloni Ralt-Alfa Romeo                       |
| 1985 | Franco Forini          | Forti Dallara-VW                             |
| 1986 | Nicola Larini          | Coloni Dallara-Alfa Romeo                    |
| 1987 | Enrico Bertaggia       | Forti Dallara-Alfa Romeo                     |
| 1988 | Emanuele Naspetti      | Forti Dallara-Alfa Romeo                     |
| 1989 | Gianni Morbidelli      | Forti Dallara-Alfa Romeo                     |
| 1990 | Roberto Colciago       | Prema Reynard-Alfa Romeo                     |
| 1991 | Giambattista Busi      | PiEmme Dallara-VW                            |
| 1992 | Massimiliano Angelelli | RC Dallara-Opel                              |
| 1993 | Christian Pescatori    | Supercars Dallara-Fiat                       |
| 1994 | Giancarlo Fisichella   | RC Dallara-Opel                              |
| 1995 | Luca Rangoni           | EF Project Dallara-Fiat                      |
| 1996 | Andrea Boldrini        | RC Dallara-Opel                              |
| 1997 | Oliver Martini         | RC Dallara-Opel                              |
| 1998 | Donny Crevels          | Prema Dallara-Opel                           |
| 1999 | Peter Sundberg         | Prema Dallara-Opel                           |
| 2000 | Davide Uboldi          | Uboldi Dallara-Opel                          |
| 2001 | Lorenzo Del Gallo      | Del Gallo Dallara-Fiat                       |
| 2002 | Milos Pavlović         | Target Dallara-Opel                          |
| 2003 | Fausto Ippoliti        | Target Dallara-Opel                          |
| 2004 | Matteo Cressoni        | Ombra Dallara-Mugen Honda                    |
| 2005 | Luigi Ferrara          | Corbetta Dallara-Mugen Honda                 |
| 2006 | Mauro Massironi        | Passoli Dallara-Opel                         |
| 2007 | Paolo Maria Nocera     | Lucidi Motors                                |
| 2008 | Mirko Bortolotti       | Lucidi Motors                                |
| 2009 | Daniel Zampieri        | BVM - Target Racing                          |
| 2010 | César Ramos            | Lucidi Motors                                |